# 전문도서관

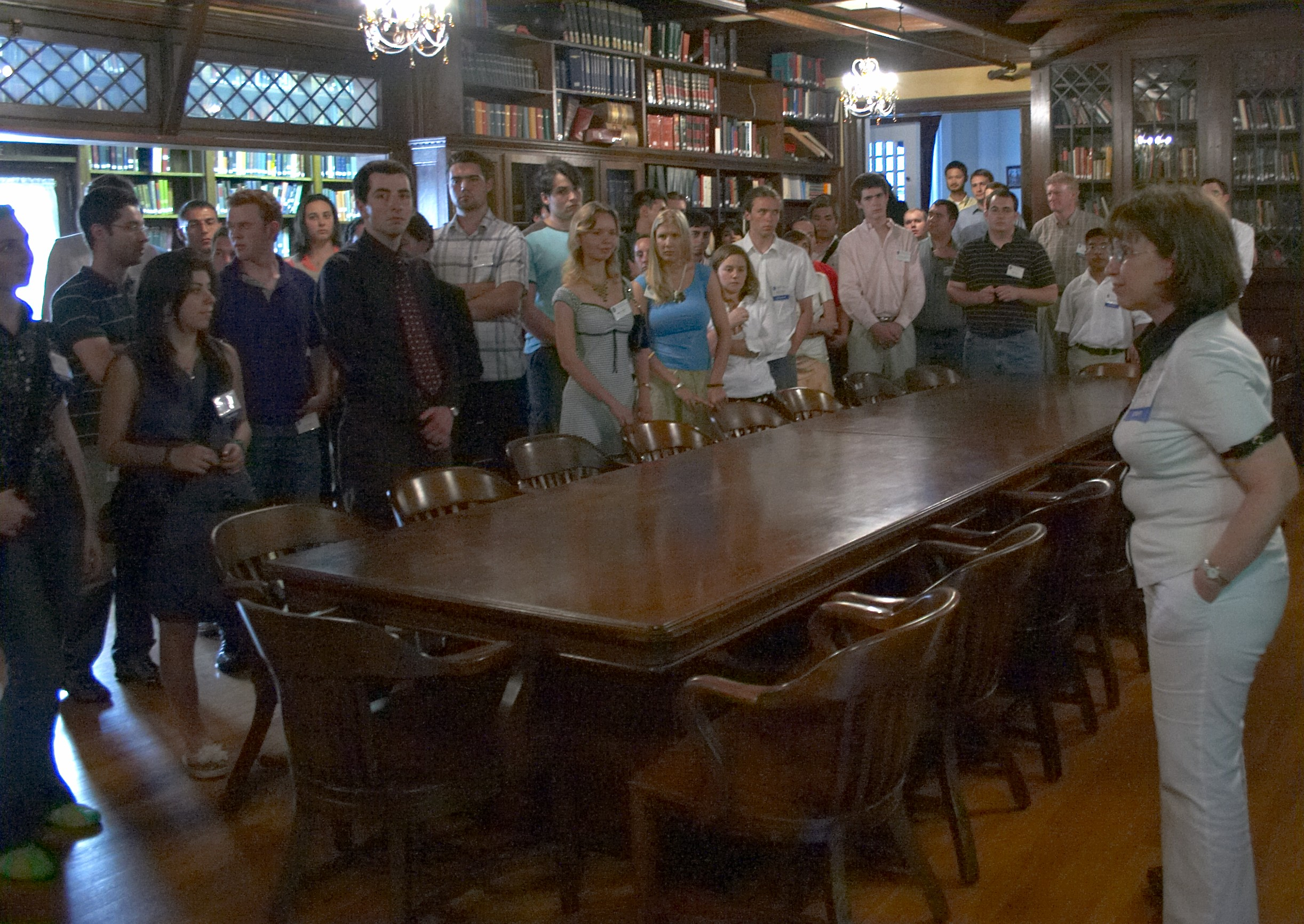
비영리 경제교육재단 도서관 그룹 투어.

전문도서관(special library)은 특정한 주제를 전문으로 정보 자원을 제공하는 도서관이다. 전문도서관은 회사도서관, 정부도서관, 법도서관, 의학도서관, 박물관도서관, 뉴스도서관이 포함된다. 전문도서관은 학술 기관 내에 존재하기도 한다. 이 도서관들이 전문도서관으로 분류되는 이유는 대학교의 그 외 도서관과는 별도로 자금을 받는 경우가 많고 특정 사용자 그룹을 대상으로 하기 때문이다.